# René Shuman
René Shuman (Geleen, 5 december 1967) is een Nederlandse zanger, gitarist, componist en producer.

## Loopbaan
Shuman verwierf nationale bekendheid door zijn optreden in de Soundmixshow van Henny Huisman. Hij werd tweede met het repertoire van Elvis Presley, een vertolking van de nummers "Are you lonesome tonight" en "Don’t be cruel". Shuman kreeg een platencontract bij Sony/CBS en bracht zijn eerste album "René Shuman" uit. Hij werkte hierbij met Pete Wingfield en de productie was in handen van Hans van Hemert en Peter de Wijn. Zijn tweede album bevatte vele eigen songs en werd geproduceerd door Marcel Schimscheimer en Ronald Sommer. Zijn latere albums werden door Shuman zelf geschreven en geproduceerd: The Main Language, Mission of the heart en Set the clock on Rock. Voor dit derde album ging hij drie maanden naar een studio in Brazilië. In Brazilië nam hij songs op met de daar zeer bekende Milton Nascimento en Guilherme Arantes. Verder heeft hij duetten opgenomen met Laura Fygi en Nancy Boyd. Ook gaf hij een liveoptreden met James Last en zijn orkest.
In de jaren negentig ging Shuman geregeld naar Amerika en nam in Nashville een aantal nummers op. Hij werkte met drumlegende Larrie Londin en schreef de titelsong Set the Clock on Rock van het gelijknamige album met Pamala Philips en Mike Stoller. (Leiber en Stoller) Ook nam hij in Los Angeles een duet op met Phil Everly (Everly Brothers), schreef hij met Rocky Burnette en werd in 1997 uitgenodigd om op te treden tijdens "The Elvis International Dance Event".
Hij trad verschillende malen op met de originele bandleden van Elvis Presley. Zowel in groepsvorm, individueel als unplugged. Zo stond hij op de planken met "The Jordanairs" (de originele zanggroep van Elvis), de TCB Band, drummer DJ Fontana, Cherrill Nielsen, Charly Hodge en gitarist Scotty Moore. Aan Scotty Moore reikte Shuman in 1999 een Lifetime Achievement Award uit in Amsterdam.
Ondanks het feit dat het Nederlandse publiek Shuman vaak associeert met de muziek van Elvis Presley, duurde het tot 2003 voor hij samen met zangeres Angel-Eye een cover uitbracht van 'de King'. Zijn repertoire tot dan toe bestond uit eigen composities die veelal door hemzelf werden geproduceerd. In de door het publiek gekozen poll de Sena Guitar Awards staat hij verschillende keren in de top 3 van beste gitaristen van Nederland. Zijn gitaarspel is Rock-a-billy fingerpicking in de stijl van Chet Atkins. Atkins was zijn grote voorbeeld en Shuman zag in 1992 kans om met hem te werken in Amerika.
Nadat Shuman het eind jaren negentig een tijd wat rustiger aan deed en emigratie naar de Verenigde Staten overwoog, kwam hij in 2000 in contact met Angel-Eye, welke ontmoeting leidde tot een langdurige samenwerking onder de naam Shuman & Angel-Eye. De internationale naam van Shuman & Angel-Eye is "The Dream".

## Discografie
- René Shuman (Album 1986)

+ singles: But Where My Love, Lonely Girl, Rhythm Of My Heart, Young Girls And Cadillac Cars
- The Main Language (Album 1988)

+ singles: 'cause You're Not Here, Sweet Lovin', Turn Out The Light, Love And Body, Love W.a.v.e.s
- René Shuman & Band Live (Album 1989)
- Mission of the Heart (Album 1990)

+ singles: In Our Minds, Mission Of The Heart, The One To Start
- Love You Done Me Wrong (Single 1991)
- On Top Of The World (Single 1992) Duet met Phil Everly van The Everly Brothers
- Set The Clock On Rock (Single 1993)
- Road To Freedom (Single 1997)
- Set the clock on Rock (Album 2001)

### Uitgebracht als "Shuman & Angel-Eye/ The Dream"
- Don't be cruel (single, 2003) - Nummer 12 in de Mega Top 50; nummer 13 in de Top 40
- Magic ride (single, 2006) - Nummer 20 in de Mega Top 50; Het eerste exemplaar werd overhandigd door vijfvoudig Tour de France-winnaar Bernard Hinault. Tevens werd dit nummer verkozen tot officiële "Toursound" van 2006.
- Mr. & Mrs. Rock 'n Roll (dvd 2007) - Opgenomen in het Openluchttheater in Valkenburg aan de Geul.
- Suspicious minds (Single 2007)
- The Dream (Soap 2007) (8-delige SOAP die via 10 regionale zenders en ook het TROS kanaal Sterren.nl zal worden uitgezonden.)
- The Dream goes Christmas (Soap 2007) (4-delige SOAP die via 15 regionale zenders (o.a. L1, RTV10 en ook het TROS kanaal Sterren.nl zal worden uitgezonden.)
- Everyday Christmas (Single 2007) Gouden plaat uitgereikt tijdens kersttour voor 30.000 mensen in schouwburg Nijmegen.
- The Night comes to an end (Single 2008)
- The Dream (part 1) (dvd 2008)
- Rockin' around the Christmas Tree (dvd 2008)
- Everybody is a dancer (Single 2010) Een songwriting samenwerking met Peter Koelewijn
- Travel in Time (Single 2010) De videoclip werd opgenomen in Los Angeles.
- Travel in Time (Album 2010)
- Next Level (single 2012)
- A Magical Night Deel 1 (dvd 2012)
- A Magical Night Deel 2 (dvd 2012)
- Keeping the dream alive (dvd 2013)
- Are you ready? Deel 1 (dvd 2016)
- Are you ready? Deel 2 (dvd 2016)
- Welcome to Graceland (dvd 2017)